# Gare de Neuvy-Pailloux
La gare de Neuvy-Pailloux est une gare ferroviaire française, de la ligne des Aubrais - Orléans à Montauban-Ville-Bourbon, située sur le territoire de la commune de Neuvy-Pailloux, dans le département de l'Indre, en région Centre-Val de Loire.
C'est une halte voyageurs de la Société nationale des chemins de fer français (SNCF) desservie par les trains du réseau TER Centre-Val de Loire.

## Situation ferroviaire

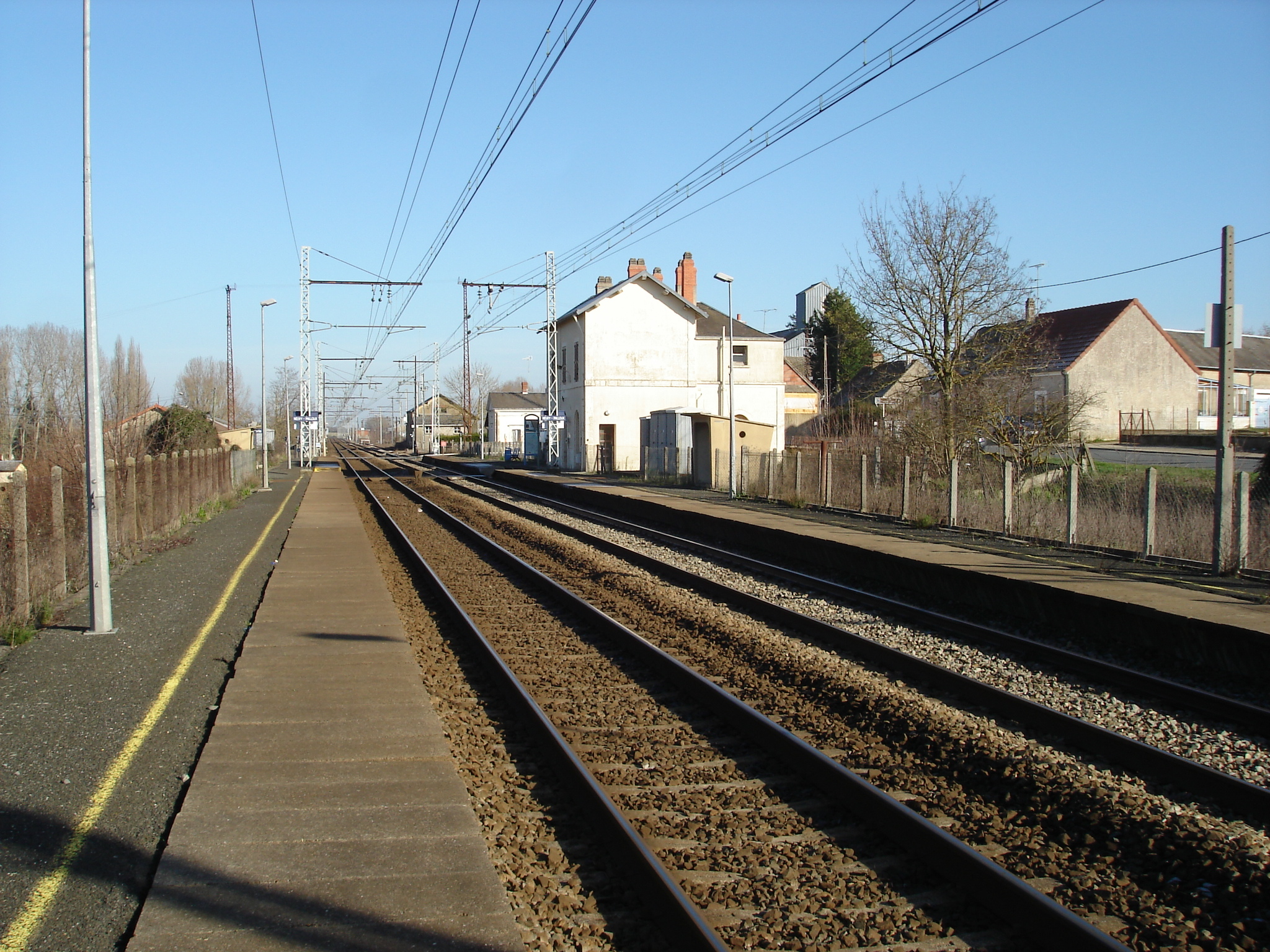
Vue en direction d'Orléans.

Établie à 154 mètres d'altitude, la gare de Neuvy-Pailloux est située au point kilométrique (PK) 249,200 de la ligne des Aubrais - Orléans à Montauban-Ville-Bourbon, entre les gares d'Issoudun et de Montierchaume.

## Histoire
En 1888, la recette de la station est de 21 966 francs.
Le bâtiment voyageurs est toujours présent mais il est fermé et désaffecté.

### Fréquentation
La fréquentation de la gare est détaillée dans le tableau ci-dessous :
| 2014  | 2015  | 2016  | 2017  | 2018  | 2019  | 2020  | 2021   | 2022   | 2023   |
| ----- | ----- | ----- | ----- | ----- | ----- | ----- | ------ | ------ | ------ |
| 6 909 | 7 550 | 6 793 | 6 579 | 7 259 | 9 799 | 9 523 | 14 712 | 18 570 | 13 750 |

## Service des voyageurs

### Accueil
Halte SNCF, c'est un point d'arrêt non géré (PANG) à entrée libre.
Elle est équipée de deux quais latéraux : le quai 1 (voie 1) mesure 187 m de long  et le quai 2 (voie 2) mesure 182 m de long. Les deux quais possèdent un abri voyageurs et le changement de quai se fait par un platelage posé entre les voies (passage protégé).
La gare dispose de voies de service.

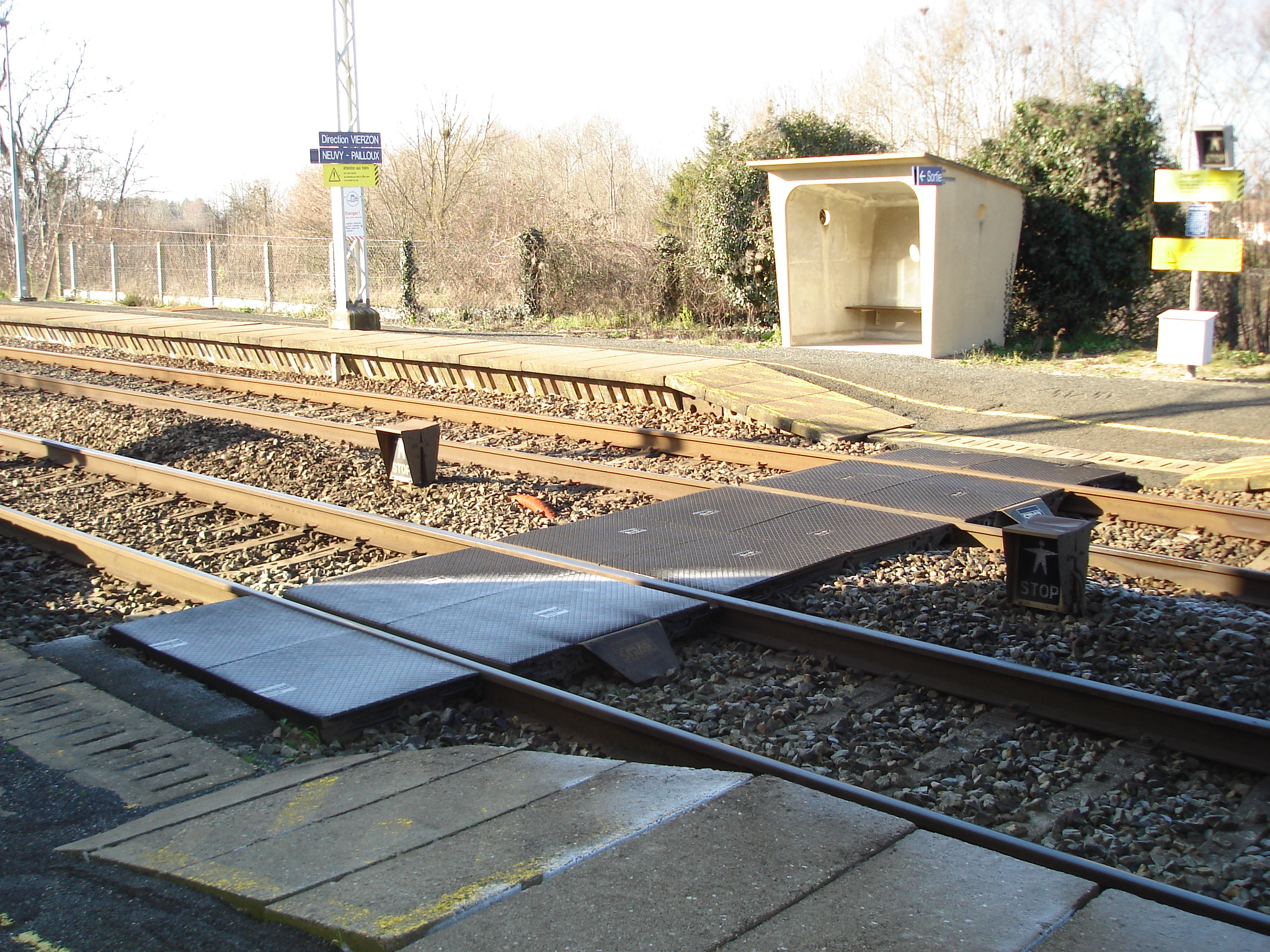
La traversée de voie par les piétons.
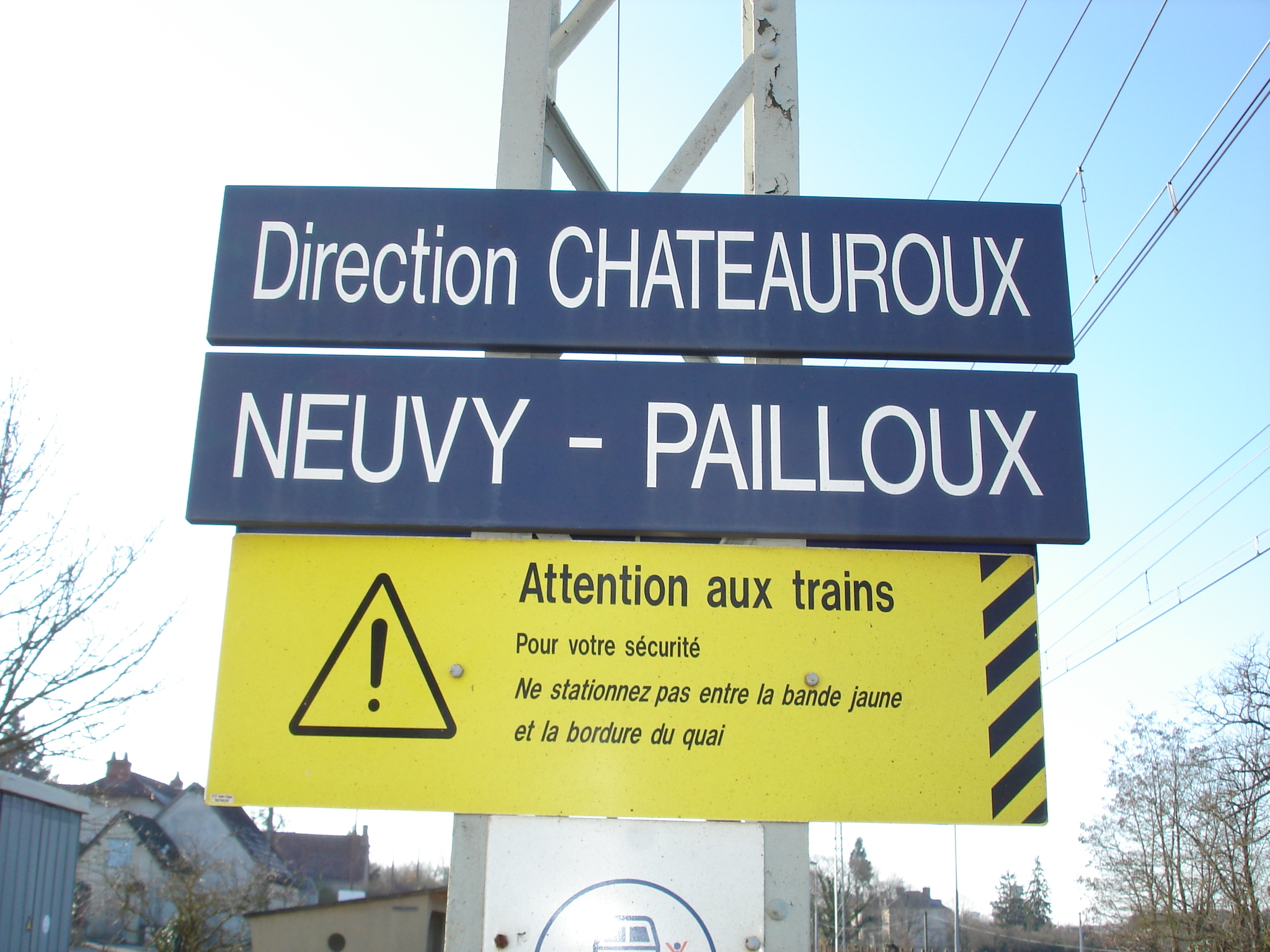
Le panneau indiquant le nom de la gare.
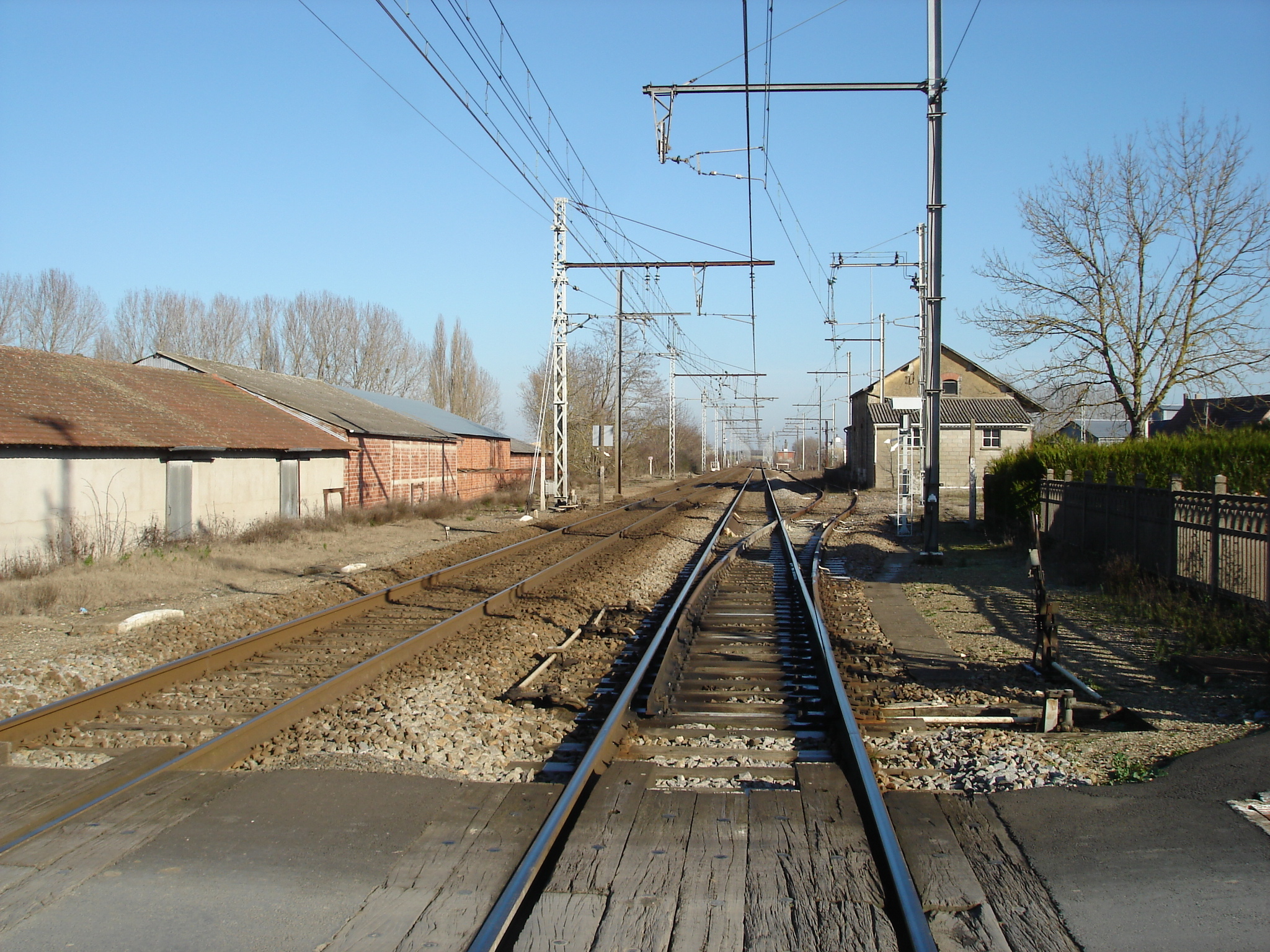
La voie de service.

### Desserte
Neuvy-Pailloux est desservie par des trains TER Centre-Val de Loire, qui circulent entre Orléans, Vierzon, Châteauroux et Limoges.

### Intermodalité
La gare est desservie par la ligne 1.3 du réseau d'autocars TER Centre-Val de Loire.

## Service des marchandises
Cette gare est ouverte au trafic du fret et possède deux embranchement particulier (ITE).